# Cephalicus
Der Cephalicus (lateinisch für zum Kopf gehörig) ist eine Neume in der Notation des Gregorianischen Chorals und stellt die liqueszensierte Form der Clivis dar.
In der Quadratnotation wird beim Cephalicus das letzte Punctum als Stichnote gesetzt. In den Handschriften wird die Strichführung am Ende der Gruppenneume verkürzt und gekrümmt dargestellt.
| Bezeichnung                         | Quadratnotation | Notation St. Gallen / Einsiedeln |
| ----------------------------------- | --------------- | -------------------------------- |
| Clivis                              |                 |                                  |
| Cephalicus = liqueszensierte Clivis |                 |                                  |